# The Children’s Place
The Children’s Place ist ein auf Kinderbekleidung spezialisiertes Einzelhandelsunternehmen mit Sitz in Secaucus im Bundesstaat New Jersey in den Vereinigten Staaten. Es wurde 1969 gegründet und betreibt heute (2022) etwa 625 Standorte in den Vereinigten Staaten, Kanada und Puerto Rico sowie etwa 90 weitere Filialen in zwölf anderen Staaten.

## Geschichte

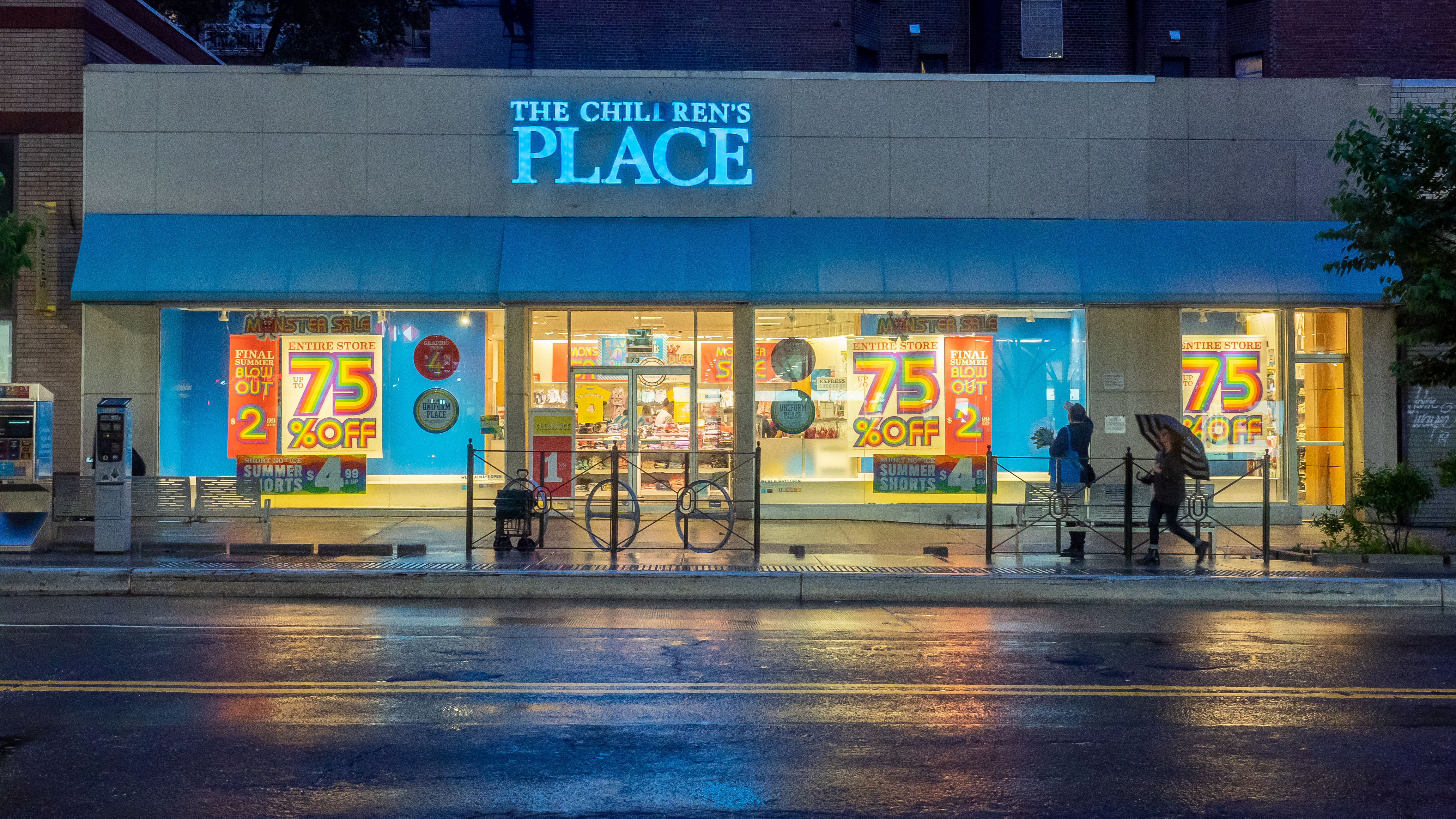
The Children’s Place in Manhattan (2019)

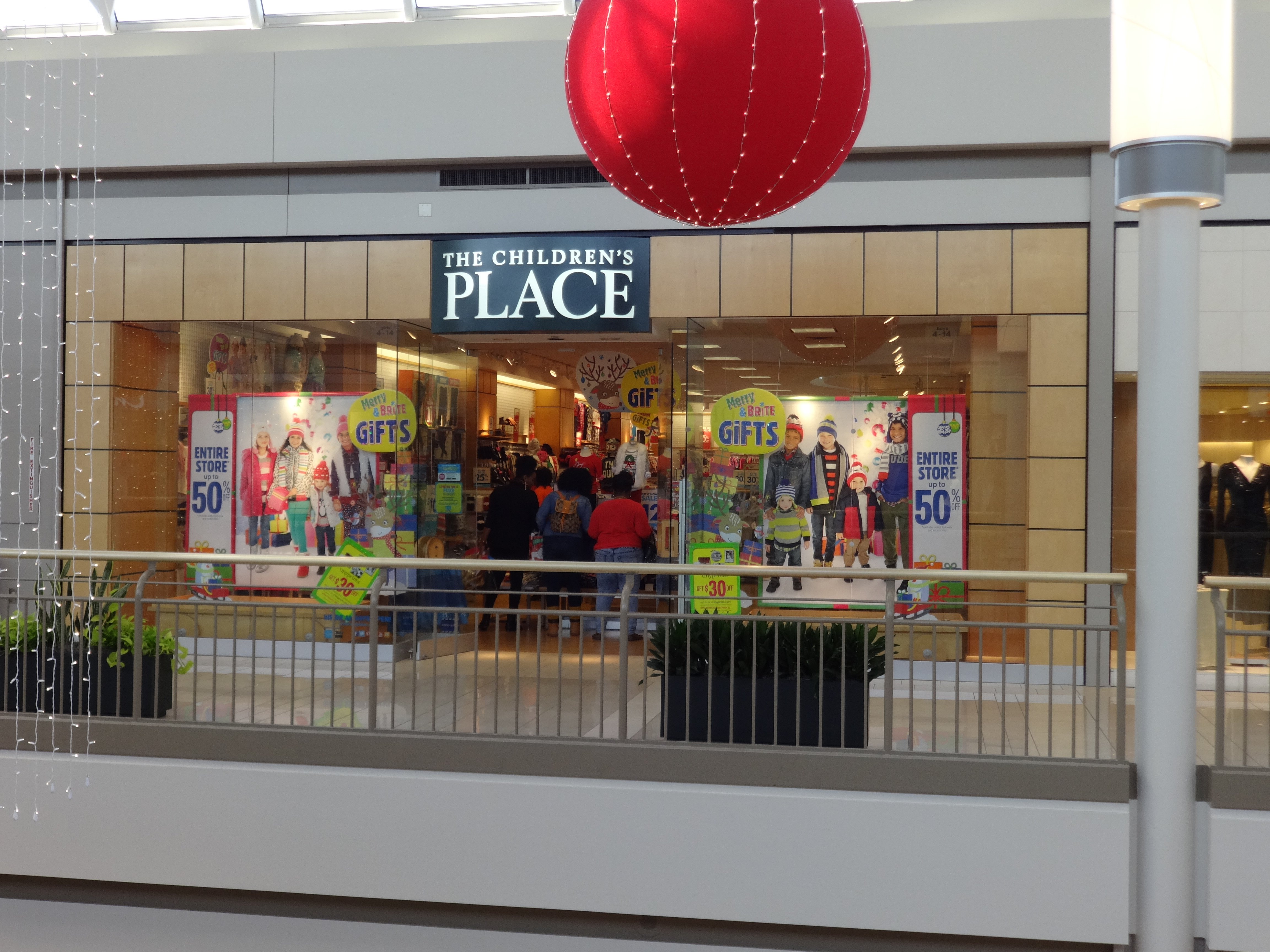
Filiale in einem Einkaufszentrum in Tallahassee, Florida (2014)

Das Unternehmen wurde im Jahr 1969 von David Pulver und Clinton Clark in Hartford, Connecticut, gegründet. Es verkaufte zu Beginn Kinderbekleidung und Spielzeug, nach kurzer Zeit wurde das Sortiment auf Bekleidung reduziert. Im Jahr 1981 wurde The Children’s Place von der Einzelhandelskette Federal Department Stores, der heutigen Macy’s Inc., gekauft. Diese wiederum wurde 1988 von der Campeau Corporation übernommen und im gleichen Jahr an den Investor Joseph Sitt verkauft. Bis zu diesem Zeitpunkt war die Anzahl der Filialen auf 161 gestiegen. In den 1990er Jahren geriet The Children’s Place in finanzielle Schwierigkeiten und wechselte mehrfach den Investor. Bis 1997 sank die Anzahl der Standorte auf knapp 130.
Im Jahr 1997 erfolgte der Börsengang von The Children’s Place an die NASDAQ, wo das Unternehmen mit dem Kürzel „PLCE“ verzeichnet ist. Bis 2000 eröffnete das Unternehmen fast 300 neue Filialen in 42 amerikanischen Bundesstaaten. Ab 2002 wurden die bereits vorhandenen Filialen grundlegend umgestaltet. Ende 2004 verkaufte die Walt Disney Company ihre etwa 335 Disney Stores in Nordamerika an die zu Children’s Place gehörende Tochtergesellschaft Hoop Holdings LLC, welche die Disney Stores als Franchisenehmer betrieb. Ab Juni 2007 führte das Unternehmen Gespräche mit der Walt Disney Company über einen Rückkauf der Disney Stores, am 26. März 2008 meldete die Tochtergesellschaft von The Children’s Place Insolvenz an. Im Mai 2008 wurden die 231 verbliebenen Disney Stores von der Walt Disney Company zurückgekauft.
Nach dem Einsturz einer Bekleidungsfabrik in Sabhar in Bangladesch im April 2013 trat The Children’s Place zusammen mit weiteren Bekleidungshändlern der Alliance for Bangladesh Worker Safety bei. Im Juni 2019 kaufte The Children’s Place das insolvente Bekleidungsunternehmen Gymboree und führte dieses zunächst als Onlinehandel weiter. Am 30. Januar 2020 gab das Unternehmen die Neueröffnung von Bekleidungsgeschäften unter dem Namen Gymboree bekannt. Aufgrund von Umsatzeinbußen durch die COVID-19-Pandemie und den Besucherrückgang im Einzelhandel durch Onlineshopping wurden in den Jahren 2020 und 2021 rund 300 The-Children’s-Place-Filialen aufgegeben, die gesamte Anzahl der Filialen sank von etwa 920 zu Beginn des Jahres 2020 auf 625 Filialen gegen Ende des Geschäftsjahres 2021.

## Standorte

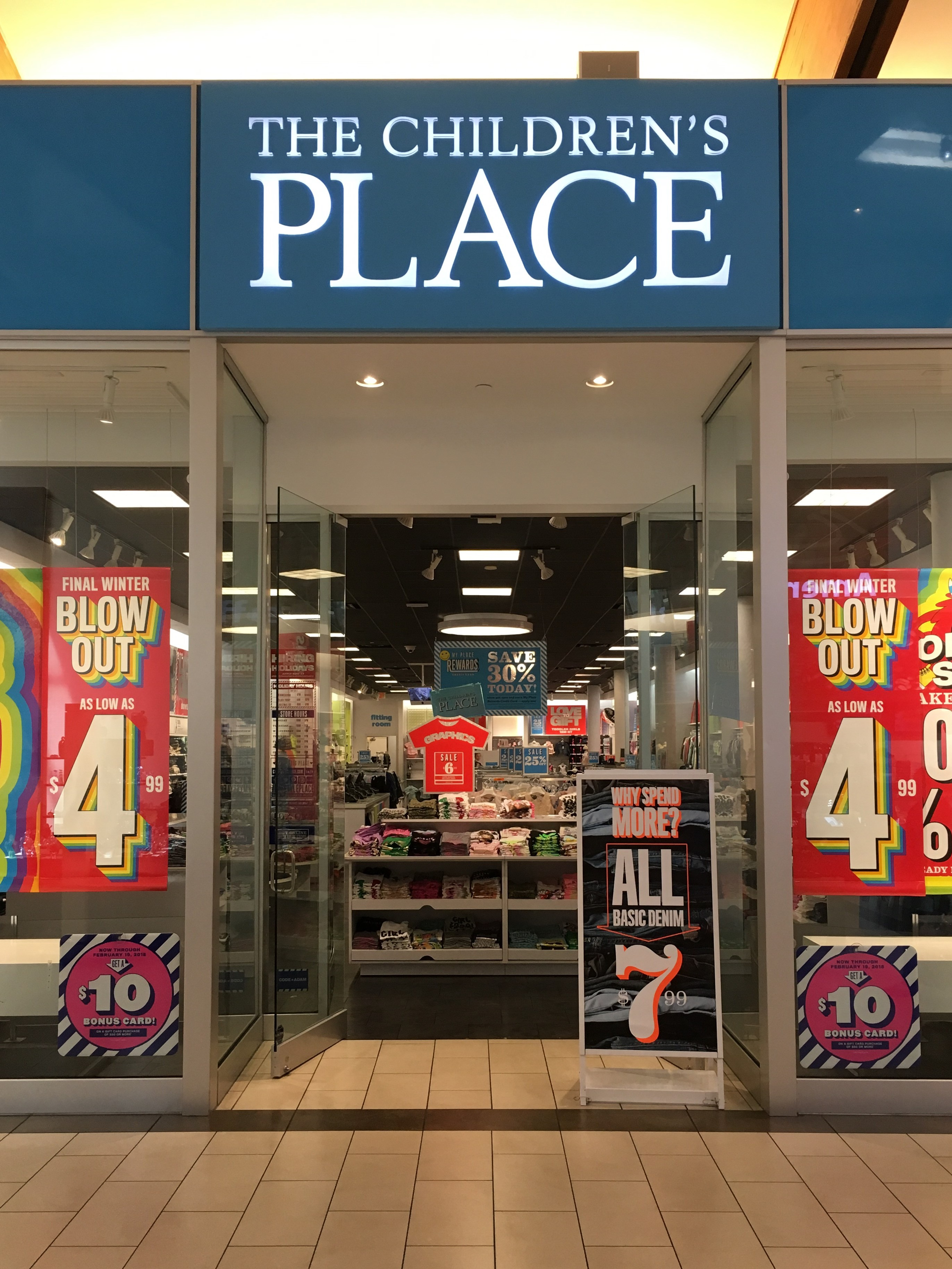
The Children’s Place in der Westland Mall in Hialeah, Florida (2018)

The Children’s Place betreibt (Stand 2022) rund 625 Standorte in den Vereinigten Staaten, Kanada und Puerto Rico sowie 90 weitere Standorte in zwölf weiteren Ländern wie beispielsweise Curaçao oder Indonesien. Zu Hochzeiten hatte das Unternehmen etwa 1085 Standorte. Die Filialen befinden sich in der Regel in Einkaufs- und Factory-Outlet-Zentren, lediglich in größeren Ballungsräumen gibt es auch alleinstehende Filialen.